# Призрак (роман)
«Призрак» (норв. Gjenferd) — детективный роман норвежского писателя Ю Несбё, вышедший в 2011 году. Девятый в серии романов о Харри Холе.

## Сюжет
Осло. Полиция вместе с городскими властями практически очистила столицу от банд, распространяющих наркотики. В городе остались лишь банда байкеров «Los Lobos» и банда загадочного Дубая, чьи дилеры, одетые в футболки игроков «Арсенала», продают новый синтетический героиноподобный наркотик под названием «скрипка».
Однажды полиция находит труп Густо Ханссена, одного из дилеров Дубая. В убийстве обвинён пойманный недалеко от места преступления его сообщник Олег Фёуке. Бывший полицейский Харри Холе возвращается из Гонконга в Норвегию, чтобы доказать невиновность сына своей возлюбленной Ракели Фёуке. Однако Харри предстоит не только распутать убийство Ханссена, раскрыть коррупционные связи полиции и городской власти, но и выжить в схватке с людьми Дубая.

## Номинации
- 2011 — Номинация на приз норвежских книгопродавцов[1].